# Beat Villiger (Mediziner)
Beat Villiger (* 27. Januar 1944 in Erstfeld, Kanton Uri) ist ein Schweizer Sportarzt. Jahrelang war er der Clubarzt des HC Davos. Er ist spezialisierter Lungen- und Dopingarzt. Bei mehreren Olympischen Spielen war er der Chefarzt der Schweizer Nationalmannschaft. Von 2005 bis 2010 war er als Chefarzt am Schweizer Paraplegiker-Zentrum tätig und Leiter des Swiss Olympic Medical Center (SOMC) in Bad Ragaz. Von 2012 bis 2017 war er Präsident der personell identischen Spitalräte des Kantonsspitals Luzern (LUKS) und des Kantonsspitals Nidwalden (KSNW).
Er wohnt in Maienfeld, ist verheiratet und Vater von zwei erwachsenen Kindern.